# Buttstädt
Buttstädt település Németországban, azon belül Türingiában. Lakosainak száma 6638 fő (2023. december 31.). Buttstädt Rastenberg, Finne, Finneland, Eßleben-Teutleben, Hardisleben, Großbrembach, Buttelstedt, Ilmtal-Weinstraße, Rudersdorf, Eckartsberga, Mannstedt és Guthmannshausen községekkel határos.

## Népesség
A település népességének változása:
| Lakosok száma | 6707 | 6673 | 6651 | 6638 |
|               | 2019 | 2021 | 2022 | 2023 |